# Weil-Algebra
In der Mathematik ist die Weil-Algebra (ursprünglich von Henri Cartan eingeführt und nach André Weil benannt) ein Hilfsmittel bei der Berechnung charakteristischer Klassen.

## Definition
Es sei {\displaystyle {\mathfrak {g}}} eine Lie-Algebra. Die Weil-Algebra ist die graduierte Algebra
{\displaystyle W^{n}({\mathfrak {g}})=\bigoplus _{2p+q=n}S^{p}({\mathfrak {g}}^{*})\otimes \Lambda ^{q}({\mathfrak {g}}^{*})},
wobei {\displaystyle {\mathfrak {g}}^{*}} der duale Vektorraum, {\displaystyle S^{*}({\mathfrak {g}}^{*})} die Polynomalgebra und {\displaystyle \Lambda ^{*}({\mathfrak {g}}^{*})} die Graßmann-Algebra ist.

### Explizite Definition des Differentials
Sei {\displaystyle e_{1},\ldots ,e_{m}} eine Basis von {\displaystyle {\mathfrak {g}}}. Seien {\displaystyle c_{ij}^{k}} die Strukturkonstanten, also {\displaystyle \left[e_{i},e_{j}\right]=c_{ij}^{k}e_{k}}. Die Weil-Algebra {\displaystyle W^{*}({\mathfrak {g}})} hat Erzeuger {\displaystyle \theta _{1},\ldots ,\theta _{m}} vom Grad 1 und {\displaystyle \mu _{1},\ldots ,\mu _{m}} vom Grad 2. Dann ist das Differential definiert durch
{\displaystyle d(\theta _{i})=\mu _{i}-{\frac {1}{2}}\sum _{j,k}c_{jk}^{i}\theta _{j}\theta _{k}}
{\displaystyle d(\mu _{i})=-\sum _{jk}c_{jk}^{i}\theta _{j}\mu _{k}}.
Die Kohomologie von {\displaystyle (W({\mathfrak {g}}),d)} ist trivial (außer in Grad 0).

### Konstruktion charakteristischer Klassen
Ein Zusammenhang {\displaystyle \omega \in \Omega ^{1}(P,{\mathfrak {g}})} auf einem {\displaystyle G}-Prinzipalbündel {\displaystyle \pi \colon P\to M} induziert einen Homomorphismus
{\displaystyle f_{\omega }\colon \Omega ^{1}({\mathfrak {g}})\to \Omega ^{1}(P,\mathbb {R} )},
der sich zu einem Homomorphismus differentieller graduierter Algebren
{\displaystyle f_{\omega }\colon W({\mathfrak {g}})\to \Omega ^{*}(P,\mathbb {R} )}
fortsetzen lässt.
Die {\displaystyle G}-invarianten Elemente von {\displaystyle W^{2k}({\mathfrak {g}})} werden auf (das Urbild von) {\displaystyle \Omega ^{2k}(M,\mathbb {R} )} abgebildet und definieren charakteristische Klassen in {\displaystyle H_{dR}^{2k}(M;\mathbb {R} )}. (Diese Konstruktion wird als Chern-Weil-Homomorphismus bezeichnet.)

## Relative Weil-Algebra
Sei {\displaystyle G} eine Lie-Gruppe und {\displaystyle K\subset G} eine maximal kompakte Untergruppe mit Lie-Algebra {\displaystyle {\mathfrak {k}}\subset {\mathfrak {g}}}. Die relative Weil-Algebra ist definiert als
{\displaystyle W(G,K)=(S({\mathfrak {g}}^{*})\otimes \Lambda ({\mathfrak {g}}/{\mathfrak {k}}))^{K}}.
Sei {\displaystyle BG} der klassifizierende Raum und {\displaystyle EG\to BG} das universelle Bündel der Lie-Gruppe {\displaystyle G}. Man hat kanonische Isomorphismen der Kohomologiegruppen
{\displaystyle H^{*}(W(G,K))=H^{*}(EG/K)=H^{*}(BG)=I(K)}
mit dem Ring {\displaystyle I(K)} der invarianten Polynome.
Die relative Weil-Algebra wird bei der Berechnung sekundärer charakteristischer Klassen von lokal symmetrischen Räumen verwendet.